# Louis Brandt (Politiker)

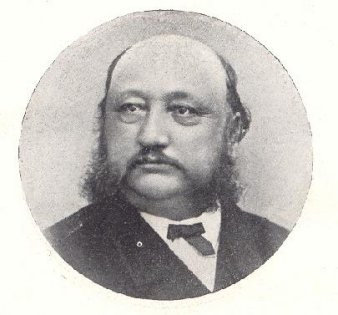
Louis Brandt (1800–1866)

Louis Brandt (* 18. Januar 1800 in La Chaux-de-Fonds; † 7. November 1866 in Brüssel) war ein Schweizer radikaler Politiker des Kantons Neuenburg.

## Leben
Der Uhrenfabrikant und -händler war Mitglied des patriotischen Komitees in La Chaux-de-Fonds und gehörte der provisorischen Kantonsregierung von 1848 an. Er übernahm die Leitung des Finanzdepartementes und das Amt des Vizepräsidenten des Staatsrates und stellte sein privates Vermögen zur Verfügung, um die Kantonsfinanzen zu verbessern. Er war im selben Jahr im Verfassungsrat des Kantons. 1849 nahm er nach einer durch sein politisches Engagement bedingten Pause die Leitung seiner Firma wieder auf. Er war 1848–1853 im Grossrat, ab 1852 als Mitglied der Eisenbahnkommission. 1863–1864 vertrat er den Kanton im Ständerat.